# Limnonectes laticeps
Limnonectes laticeps é uma espécie de anfíbio da família Ranidae.
Pode ser encontrada nos seguintes países: Brunei, Índia, Indonésia, Malásia, Myanmar, Tailândia, possivelmente Bangladesh e possivelmente em Butão.
Os seus habitats naturais são: florestas subtropicais ou tropicais húmidas de baixa altitude, regiões subtropicais ou tropicais húmidas de alta altitude, rios e rios intermitentes.
Está ameaçada por perda de habitat.